# Gøril Havrevold

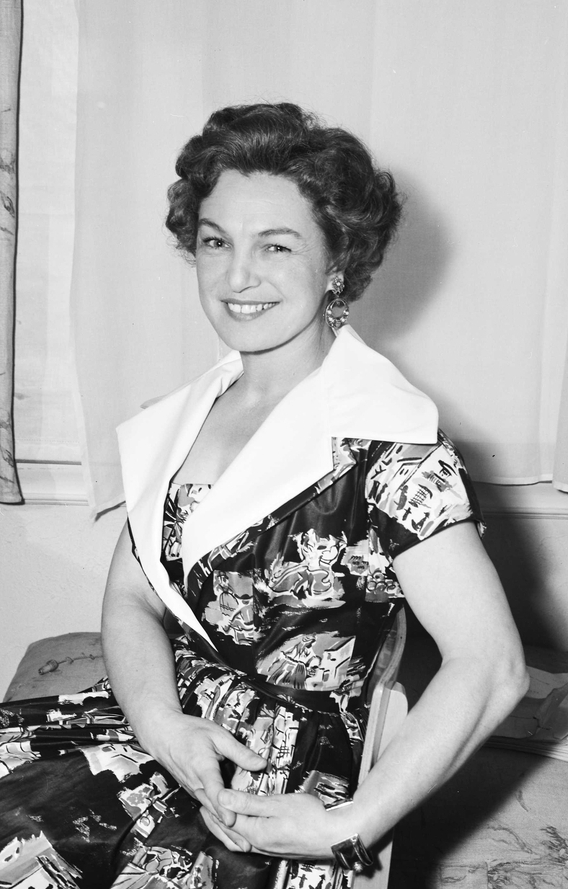
Gøril Havrevold, 1959.

Gøril Havrevold, född den 11 juli 1914 i Stavanger, död den 17 mars 1992, var en norsk skådespelerska, dotter till Adam Egede-Nissen och syster till Aud Richter, Gerd Grieg och Ada Kramm.
Havrevold debuterade 1932 som Ninon i Paul Armonts Spekulanten på Nationaltheatret, där hon var anställd till 1984. Till hennes breda repertoar hör ett flertal roller i Ludvig Holbergs komedier. Hos Ibsen har hon spelat Solveig i Peer Gynt, Bolette i Fruen fra havet och fru Sørby i Vildanden och hos Tjechov Masja i Måsen. Som Pauline i Nederlaget av Nordahl Grieg uppvisade hon en erotisk passion och ett upproriskt patos. I karaktärsroller som Celia i T.S. Eliots Cocktail Party och som gästen i Edward Albees Balansgång gjorde hennes insikt och inlevelse starkt intryck. Hennes skildring av Julle i Bjørg Viks Sorgenfri var rik på människokännedom och livslust.
Hon medverkade även i ett tiotal filmer, bland annat som Dagny Juels mor i Dagny (1977).
Havrevold var gift två gånger: från 1934 med skådespelaren Olafr Havrevold och 1962–1975 med medicinprofessorn Ragnvald Ingebrigtsen.

## Filmografi (urval)
- 1932 – En glad gutt
- 1934 – Syndare i sommarsol
- 1956 – Toya rymmer
- 1957 – Toya – vilse i fjällen